# Nuoto ai Giochi della XIV Olimpiade - 100 metri stile libero femminili
La competizione 100 metri stile libero femminili di nuoto dei Giochi della XIV Olimpiade si è svolta nei giorni dal 30 luglio al 2 agosto 1948 alla Empire Pool a Londra.

## Risultati

### Batterie
Si sono disputate il 30 luglio. Le prime due di ogni serie e le sei migliori escluse alle semifinali.
| Pos. | Atleta                    | Nazione     | Tempo  |
| ---- | ------------------------- | ----------- | ------ |
| 1    | Irma Heijting-Schuhmacher | Paesi Bassi | 1'07"9 |
| 2    | Judit Temes               | Ungheria    | 1'08"3 |
| 3    | Brenda Helser             | Stati Uniti | 1'09"0 |
| 4    | Josette Arène             | Francia     | 1'09"7 |
| 5    | Eileen Holt               | Argentina   | 1'12"0 |
| 6    | Magda Bruggemann          | Messico     | 1'12"5 |
| 7    | Maria-Anna Erismann       | Svizzera    | 1'19"9 |

| Pos. | Atleta               | Nazione     | Tempo  |
| ---- | -------------------- | ----------- | ------ |
| 1    | Fritze Carstensen    | Danimarca   | 1'06"5 |
| 2    | M.L. Linssen-Vaessen | Paesi Bassi | 1'07"5 |
| 3    | Denise Spencer       | Australia   | 1'10"0 |
| 4    | Eleonora Schmidt     | Brasile     | 1'10"8 |
| 5    | Mária Littomeritzky  | Ungheria    | 1'13"0 |
| 6    | Adriana Camelli      | Argentina   | 1'16"5 |

| Pos. | Atleta                | Nazione       | Tempo  |
| ---- | --------------------- | ------------- | ------ |
| 1    | Elisabeth Ahlgren     | Svezia        | 1'08"7 |
| 2    | Karen Margrethe Harup | Danimarca     | 1'08"4 |
| 3    | Marjorie McQuade      | Australia     | 1'08"5 |
| 4    | Piedade Coutinho      | Brasile       | 1'08"6 |
| 5    | Patricia Nielsen      | Gran Bretagna | 1'09"4 |
| 6    | Ginette Jany-Sendral  | Francia       | 1'12"1 |
| 7    | Enriqueta Duarte      | Argentina     | 1'14"9 |

| Pos. | Atleta              | Nazione       | Tempo  |
| ---- | ------------------- | ------------- | ------ |
| 1    | Ann Curtis          | Stati Uniti   | 1'06"9 |
| 2    | Greta Andersen      | Danimarca     | 1'07"0 |
| 3    | Marianne Lundquist  | Svezia        | 1'09"0 |
| 4    | Margaret Wellington | Gran Bretagna | 1'09"8 |
| 5    | Kathleen McNamee    | Canada        | 1'13"3 |
| 6    | Zsuzsa Nádor        | Ungheria      | 1'15"8 |
| 7    | Maria da Costa      | Brasile       | 1'16"0 |

| Pos. | Atleta            | Nazione       | Tempo  |
| ---- | ----------------- | ------------- | ------ |
| 1    | Ingegerd Fredin   | Svezia        | 1'08"1 |
| 2    | Marie Corridon    | Stati Uniti   | 1'08"4 |
| 3    | Lillian Preece    | Gran Bretagna | 1'09"0 |
| 4    | Johanna Termeulen | Paesi Bassi   | 1'09"8 |
| 5    | Fernande Caroen   | Belgio        | 1'12"1 |
| 6    | Irene Strong      | Canada        | 1'13"5 |
| 7    | Gisèle Vallerey   | Francia       | 1'14"0 |

### Semifinali
Si sono disputate il 31 luglio. Le prime due di ogni serie e le quattro migliori escluse in finale.
| Pos. | Atleta                    | Nazione       | Tempo  |
| ---- | ------------------------- | ------------- | ------ |
| 1    | Greta Andersen            | Danimarca     | 1'05"9 |
| 2    | Fritze Carstensen         | Danimarca     | 1'07"5 |
| 3    | Irma Heijting-Schuhmacher | Paesi Bassi   | 1'07"7 |
| 4    | Marie Corridon            | Stati Uniti   | 1'08"9 |
| 5    | Marianne Lundquist        | Svezia        | 1'09"5 |
| 6    | Marjorie McQuade          | Australia     | 1'09"6 |
| 7    | Patricia Nielsen          | Gran Bretagna | 1'09"6 |
| 8    | Judit Temes               | Ungheria      | 1'09"7 |

| Pos. | Atleta                | Nazione       | Tempo  |
| ---- | --------------------- | ------------- | ------ |
| 1    | Ann Curtis            | Stati Uniti   | 1'07"6 |
| 2    | M.L. Linssen-Vaessen  | Paesi Bassi   | 1'08"4 |
| 3    | Ingegerd Fredin       | Svezia        | 1'08"4 |
| 4    | Elisabeth Ahlgren     | Svezia        | 1'08"6 |
| 5    | Karen Margrethe Harup | Danimarca     | 1'08"7 |
| 6    | Lillian Preece        | Gran Bretagna | 1'09"3 |
| 7    | Piedade Coutinho      | Brasile       | 1'09"5 |
| 8    | Brenda Helser         | Stati Uniti   | 1'10"0 |

### Finale
| Pos.    | Atleta                    | Nazione     | Tempo  |
| ------- | ------------------------- | ----------- | ------ |
| Oro     | Greta Andersen            | Danimarca   | 1'06"3 |
| Argento | Ann Curtis                | Stati Uniti | 1'06"5 |
| Bronzo  | M.L. Linssen-Vaessen      | Paesi Bassi | 1'07"6 |
| 4       | Karen Margrethe Harup     | Danimarca   | 1'08"1 |
| 5       | Ingegerd Fredin           | Svezia      | 1'08"4 |
| 6       | Irma Heijting-Schuhmacher | Paesi Bassi | 1'08"4 |
| 7       | Elisabeth Ahlgren         | Svezia      | 1'08"8 |
| 8       | Fritze Carstensen         | Danimarca   | 1'09"1 |